# Notomys macrotis
Notomys macrotis is een uitgestorven knaagdier uit het geslacht Notomys.

## Kenmerken
De rug is grijsbruin, de onderkant wit. Deze soort lijkt het meeste op de bruine Australische springmuis (Notomys macrotis), maar heeft langere achtervoeten en een grotere schedel. De kop-romplengte bedraagt 118 mm, de staartlengte ongeveer 140 mm, de achtervoetlengte 40 mm, de oorlengte 26 mm en het gewicht ongeveer 55 gram.

## Verspreiding
Deze soort kwam voor in Australië. Er zijn twee onvolledige exemplaren bekend, die in de jaren '40 van de 19e eeuw bij de rivier Moore in West-Australië zijn gevangen.